# Dorells Grosse Zwetsche
Dorells Grosse Zwetsche sinónimo : Nouvelle de Dorelle es una variedad cultivar de ciruelo (Prunus domestica), de las denominadas ciruelas europeas,
una variedad de ciruela, variedad criada por el Dr. Dorell Kuttenberg en Bohemia.
Las frutas tienen un tamaño de medio a grande, con un color de piel violeta rojizo, marcada con numerosos puntos rojizos, y pulpa de color amarillento, textura jugosa y con un sabor dulce, aromática, agradable.

## Sinonimia
- "Nouvelle de Dorelle",
- "Dorell",
- "Dorrel",
- "Dor ells Grosse Zwetsche",
- "Dorelle's Neue Grosse Zwetsche",
- "Dorell's Neue Purpurzwetsche",
- "Dorelle's New Purple Prune",
- "Dorells grosse neue Zwetsche",
- "Grosse Quetsche De Dorell",
- "Grosse Quetsche Nouvelle",
- "Nouvelle De Dorr el",
- "Nouveau De Dorrelle",
- "Quetsche De Dorelle",
- "Quetsche De Dorelle Nouvelle Grand",
- "Quetsche Grosse Nouvelle De Dorrel",
- "Quetsche De Dorelle Nouvelle Grande".[4]

## Historia
'Dorells Grosse Zwetsche' es una variedad local de ciruela, criada por el Dr. Dorell de Kuttenberg en Bohemia, probablemente surgió de una plántula encontrada en la zona. Los árboles se criaban tradicionalmente a partir de retoños.
La variedad de ciruela 'Dorells Grosse Zwetsche' fue descrita por : 1. Downing Fr. Trees Am. 393. 1857. 2. Ann. Pom. Belge 8:35, Pl. 1860. 3. Hogg Fruit Man. 374. 1866. 4. Mas Pom. Gen. 2:27. 1873. 5. Oberdieck Dent. Obst. Sort. 409. 1881. 6. Mathieu Nom. Pom. 427. 1889. 7. Lucas Vollst. Hand. Obst. 473. 1894.
'Dorells Grosse Zwetsche' está cultivada en la National Fruit Collection (Colección Nacional de Fruta) de Reino Unido, con el número de accesión: 1941 - 015 y nombre de accesión : Dorells Grosse Zwetsche. Recibido por "The National Fruit Trials" (Probatorio Nacional de Frutas) en 1941.

## Características
'Dorells Grosse Zwetsche'  árbol de vigoroso crecimiento, de generosa producción, requiere poco mantenimiento. Requiere suelo ligero y una posición soleada. Tiene un tiempo de floración que comienza a partir del 11 de abril con el 10% de floración, para el 15 de abril tiene una floración completa (80%), y para el 24 de abril tiene un 90% de caída de pétalos.
'Dorells Grosse Zwetsche' tiene una talla de tamaño medio a grande (peso promedio 38.40 g), de forma oval oblonga, ligeramente asimétrica, con la sutura línea marcada, ancha pero poco profunda; Epidermis muy recia y fuerte, abundante pruina, blanquecina, sin pubescencia, y la piel color violeta rojizo, marcada con numerosos puntos rojizos; Pedúnculo de longitud más bien corto a medio (promedio 9.66 mm), grosor medio, terminado en engrosamiento, ubicado en una cavidad del pedúnculo pequeña;pulpa de color amarillento, textura jugosa y con un sabor dulce, aromática, agradable.
Hueso adherido a la pulpa, grande, alargado, rugoso.
Su tiempo de recogida de cosecha se inicia en su maduración a finales de agosto, hasta principios de septiembre.

## Usos
La ciruela 'Dorells Grosse Zwetsche' tiene buenas características como ciruela de postre en mesa, y así mismo buenas cualidades para secarla como ciruela pasa.

## Cultivo
La ciruela 'Dorells Grosse Zwetsche' es autofértil y cualquier otro polinizador es factible.